# منهج الأنبياء (كتاب)
كتاب منهج الأنبياء في الدعوة إلى الله كتاب في مجلدين من تأليف محمد سرور بن نايف زين العابدين صدر بتاريخ 10/1/ 1404 هـ ذكر المؤلف سبب تأليف الكتاب بقوله: «نظرت في كتب العقيدة فرأيت أنها كتبت في غير عصرنا وكانت حلولاً لفضايا ومشكلات العصر الذي كتبت فيه ولعصرنا مشكلاته التي تحتاج إلى حلول جديدة، ومن ثم فأسلوب كتب العقيدة فيه كثير من الجفاف ولهذا أعرض معظم الشباب عنها وزهدوا بها.»